# ماریا خمورکوفسکا
ماریا خمورکوفسکا (لهستانی: Maria Chmurkowska؛ ‏ ۹ ژانویهٔ ۱۹۰۱ – ۹ ژوئن ۱۹۷۹) بازیگر اهل لهستان بود.
از فیلم‌ها یا برنامه‌های تلویزیونی که وی در آن نقش داشته‌است، می‌توان به بولک و لولک و ۳۰ قیراط خوشبختی اشاره کرد.